# Tjänstekvinnans son
Tjänstekvinnans son är en självbiografisk roman skriven av August Strindberg 1886, ett år före Hemsöborna. I romanen berättar Strindberg om sina uppväxtvillkor, det vill säga familjesituation, ekonomi och samhällsstatus. I boken heter Strindbergs romanfigur Johan. 

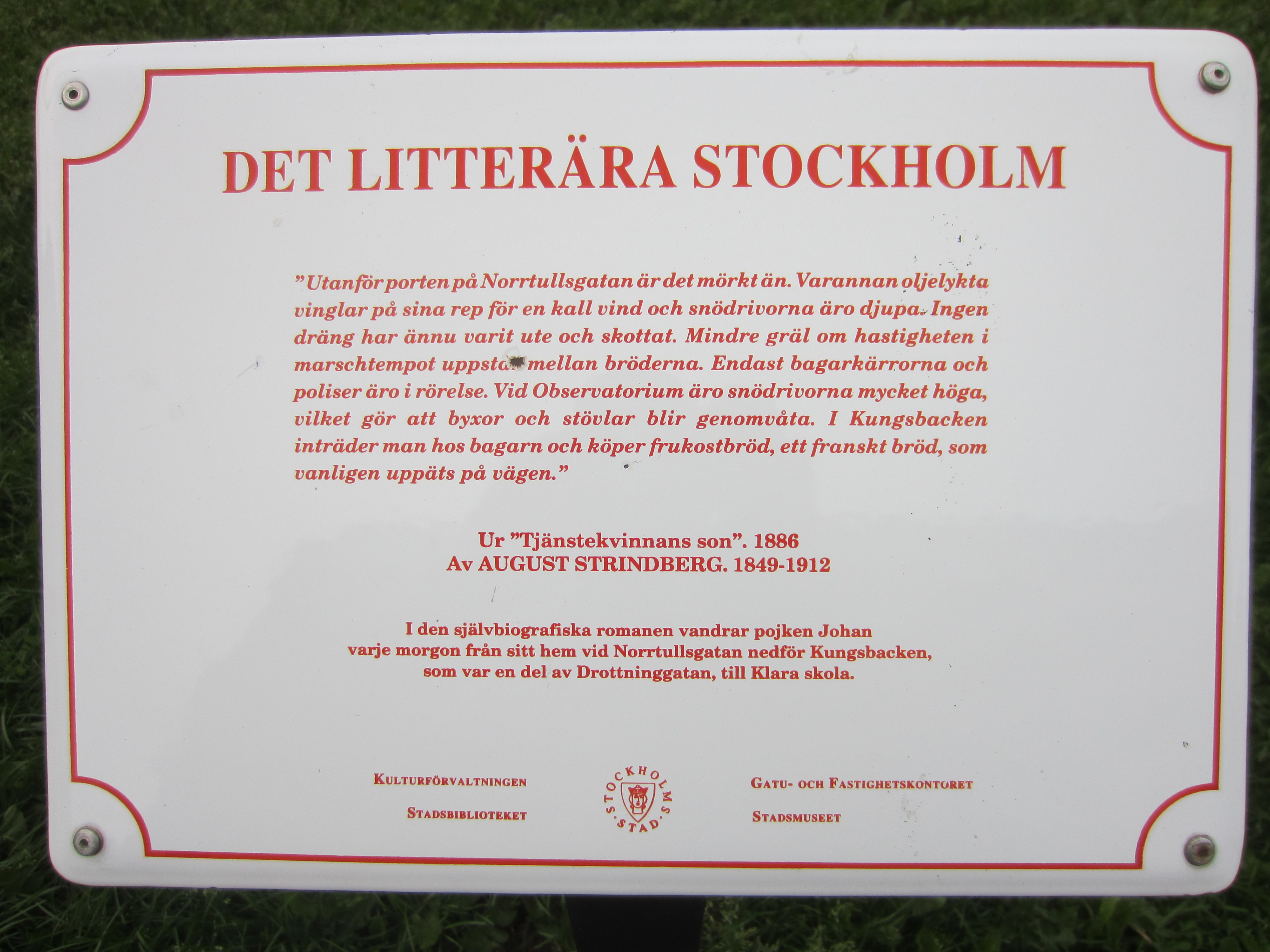
Litterär skylt med text ur "Tjänstekvinnans son" från 1886. Skylten är placerad i hörnet av Norrtullsgatan och Observatoriegatan vid Observatorielunden.

Strindberg skrev boken efter att han blivit åtalad och friad för att han drev med nattvarden i Giftas. Att bli åtalad fick honom att känna sig utanför och oförstådd. Han vill med Tjänstekvinnans son förklara sig för Sverige och också kanske försöka förstå själv.
Romanen är skriven med hänsynslös uppriktighet men starkt färgad av något som inte kunde finnas hos Strindberg som barn, nämligen den 37-årige mannens ateism och misogyni. Samma reservation måste göras för bokens fortsättning "Jäsningstiden", i vilken vi får följa Strindbergs studentliv. Mycket av det som han under studentåren satte högt – såsom Swedenborg, Thorild och Bellman – talar han nu om med förakt. Geijer får inte heller någon nåd, och Strindberg konstaterar att den store historikern skrev "dåliga" dikter.
Den tredje delen heter "I röda rummet" och skildrar tiden 1872–1875 eller samma skede som han år 1879 beskrev i sin berömda roman med nästan samma namn. Fjärde delen i denna serie heter "Författaren". Boken var avsedd att berätta om Strindbergs författarliv men innehåller dessutom allt möjligt annat. Sitt enskilda liv under denna tid sparade han för ett arbete som han skrev åren 1887–88. Det utkom då på tyska under namnet Die Beichte eines Thoren och utgavs först långt senare i svensk översättning men då i en betydligt förmildrad form under titeln En dåres försvarstal.
Titeln kommer från att hans far gifte sig med familjens tjänsteflicka som senare blev Strindbergs mor och med anspelning på Första Mosebok 21:9 och 21:10.
| ” | Då fick Sara se Hagars, den egyptiska kvinnans, son, som denna hade fött åt Abraham, leka och skämta; och hon sade till Abraham: "Driv ut denna tjänstekvinna och hennes son, ty denna tjänstekvinnas son skall icke ärva med min son Isak. | „ |

Tjänstekvinnans son nämns även i Paulus brev till galaterna.
Tjänstekvinnans son har, enligt Göran Hägg i dennes Den svenska litteraturhistorien, sidan 318, tjänat som förebild för andra ungdomsskildringar som exempelvis Hjalmar Söderbergs "Martin Bircks ungdom", Harry Martinsons "Nässlorna blomma" och Ulf Lundells "Jack".
Boken finns översatt till italienska av Astrid Ahnfelt.